# Station Thiers
Station Thiers is een spoorwegstation in de Franse gemeente Thiers.